# Quién como tú
Quién como tú es el título del quinto álbum de estudio grabado por la cantautora mexicana Ana Gabriel. Fue lanzado al mercado bajo el sello discográfico CBS Discos el 12 de diciembre de 1989. El álbum Quién como tú fue dirigido y producido por el compositor y productor musical cubano-español Óscar Gómez.
El sencillo fue nominado para el Premio Grammy al Mejor Álbum de Pop Latino en la 33°. edición anual de los Premios Grammy celebrada el miércoles 20 de febrero de 1991, no obstante el ganador ese año fue ¿Por qué te tengo que olvidar?, extraído del álbum Niña (1990) grabado por el cantautor puertorriqueño-estadounidense José Feliciano.
El disco fue premiado "Álbum Pop del Año" en los premios Lo Nuestro de 1991. 
Además alcanzó el #1 en los Latin Pop Albums de Billboard, donde permaneció en el ranking durante 48 semanas. 
A nivel mundial ha vendido, al menos 3.5 millones de copias.[cita requerida]

## Lista de canciones
| Quién como tú |                                                |                                                                  |          |  |
| N.º           | Título                                         | Escritor(es)                                                     | Duración |  |
| 1.            | «Quién como tú»                                | Ana Gabriel                                                      | 3:34     |  |
| 2.            | «Baila el reggae»                              | David Saylor · John Dewsbury Adapt: al español: Ana Gabriel      | 3:36     |  |
| 3.            | «Ni un roce» (Nem Um Toque)                    | Michael Sullivan · Paulo Massadas Adapt: al español: Ana Gabriel | 4:30     |  |
| 4.            | «En la oscuridad»                              | Ana Gabriel                                                      | 3:56     |  |
| 5.            | «Adiós tristeza» (Bye Bye Tristeza)            | Carlos Colla · Marcos Valle Adapt: al español: Ana Gabriel       | 4:18     |  |
| 6.            | «Algo» (Something)                             | George Harrison Adapt: al español: Rosa María Girón              | 3:18     |  |
| 7.            | «Hice bien quererte (Lambada)» (Version corta) | G. De Simus Adapt. y trad: al español: Ana Gabriel               | 4:04     |  |
| 8.            | «Sólo quiero ser amada»                        | Ana Gabriel                                                      | 3:30     |  |
| 9.            | «Déjame sola»                                  | Ana Gabriel                                                      | 3:30     |  |
| 10.           | «Fui yo»                                       | Ana Gabriel                                                      | 5:10     |  |
| 39:01         |                                                |                                                                  |          |  |

© MCMLXXXIX. Sony Music Entertainment (México), S.A. de C.V.

## Posicionamiento en listas
Este lanzamiento alcanzó la posición #1 en la lista de la lista Latin Pop Albums de la revista de Billboard, siendo el segundo álbum de la artista en lograrlo.[cita requerida]

### Sencillos
- Quién como tú llegó al #1 en la lista Billboard Hot Latin Tracks.[2]

- Ni un roce (Nem um toque) alcanza el #4 en la lista Billboard Hot Latin Tracks.[3]

- Hice bien quererte (Lambada)

### Sucesión y posicionamiento
| Predecesor: Lambada de Kaoma                            | U.S. Billboard Latin Pop Albums — Álbum N°. 1 (Primera vuelta) 19 de mayo de 1990 - 27 de julio de 1990       | Sucesor: Quiero amanecer con alguien de Daniela Romo |
| Predecesor: Quiero amanecer con alguien de Daniela Romo | U.S. Billboard Latin Pop Albums — Álbum N°. 1 (Segunda vuelta) 8 de septiembre de 1990 - 5 de octubre de 1990 | Sucesor: Quiero amanecer con alguien de Daniela Romo |